# Sedlec-Prčice
Sedlec-Prčice är en stad i Tjeckien. Den ligger i regionen Mellersta Böhmen, i den centrala delen av landet. Sedlec-Prčice ligger 407 meter över havet och antalet invånare är 2 820.